# Хронологія розвитку громадських організацій у Східній Україні

## ХІХ ст
- Перші національно-культурні осередки української інтелігенції виникли в Києві та Петербурзі у 50-х роках XIX століття — це були товариства «Громади». Водночас виникає Товариство «Громада» в м. Харків.

## Початок ХХ ст. 1980-і роки
- 1900 — 1985 рр.
  - 1900 р. Революційна українська партія (РУП) — перша активна політична партія в центрально-східній Україні, заснована 11 лютого 1900 в Харкові діячами студентських громад
  - У 1924 р. утворена спілка пролетарських письменників Донбасу «Забой» — як обласна організація Спілки Письменників України.
  - до 1923 р. в ряді міст Донбасу діяли великі (сотні членів) осередки "Просвіти" [Архівовано 9 травня 2021 у Wayback Machine.]
  - 1941—1943 рр. підпільна група ОУН у Маріуполі діяла впродовж 1941—1943 рр. Налічувала близько 300 чоловік [Архівовано 1 лютого 2020 у Wayback Machine.].

## Кінець ХХ ст.— ХХІ ст
- Перший етап розвитку — квітень 1985 — березень 1990 рр. (від квітневого пленуму ЦК КПРС, на якому М. С. Горбачов заявив про необхідність змін у сфері економіки і політики, соціального і духовного життя держави). В Україні восени 1987 р. були створені Український культурологічний клуб, Товариство Лева.

В розвитку громадських організацій у Східній Україні вчені виділяють декілька етапів
В Східній Україні в цей період виникають:
- - 25 вересня 1987 р. — Донецька обласна організація Українського Фонду культури.
  - червень 1988 р. — міський соціально-політичний клуб «Квітень-1985» (м. Ворошиловград).
  - 23 липня 1988 р. — Харківський міський українознавчий клуб «Спадщина».
  - 14 січня 1989 р. — створена Донецька обласна організація Товариства української мови імені Тараса Шевченка (ТУМ), (перереєстроване у 1996 р.).
  - 1989 р. виникає Кальміуська паланка Українського козацтва Донецької області.
  - у лютому 1989 р. — Харківська обласна організація ТУМ,
  - 4 березня 1989 р. — Ворошиловгардська обласна організація ТУМ.
  - 4 березня 1989 р. — Луганська асоціація виборців.
  - 1989 р. Донецька організація Української Гельсінської Спілки — одна з перших неформальних громадсько-політичних і правозахисних організацій на Донеччині. Зорганізувалася 22 квітня 1989 р. як Донецька обласна філія Української Гельсінської Спілки.
  - У 1989 р. на Сході України були створені обласні та місцеві організації українського історико-просвітницького товариства «Меморіал», обласні та крайові організації Народного руху України за перебудову. Так 21 серпня 1989 р. відбулася установча конференція Донецької крайової організації Народного Руху України, 25 листопада 1989 р. — установча конференція Народного руху Луганщини.
  - 23 грудня 1989 р. — у м. Донецьку утворилася Спілка греків України.
  - 17 серпня 1989 р. створена Регіональна спілка страйкових комітетів Донбасу (РССКД).
  - 4 червня 1989 р. — Донецький обласний єврейський культурно-просвітницький центр «Алеф».
  - 10 лютого 1990 р. — Донецька міська Спілка виборців.

Поряд з цими ГО у 1989 році виникає також по суті сепаратиська організація Інтерфронту Донбасу .
Отже, на завершенні першого етапу історії «третього сектора» Східної України були створені громадсько-політичні організації (прообраз партій), а також ряд культурологічних і національно-культурних організацій.
- Другий етап розвитку — березень 1990 р. — серпень 1991 р.

Зародження багатопартійності:
- - березень 1990 р. — Луганська міська організація Спілки Незалежної Української Молоді.
  - 10 червня 1990 р. утворюється Донецька обласна організація Української республіканської партії.
  - червень 1990 р. — Донецька обласна організація Об'єднаної Соціал-Демократичної партії України .
  - 16 серпня 1990 р. — Луганська міська організація «Демплатформи в КПРС».
  - 3 вересня 1990 р. — Донецька обласна організація Української Студентської Спілки.

Виникнення нових національно-культурних організацій:
- - 10 лютого 1990 р. створено Донецьке обласне громадсько-політичне та національно-культурне товариство радянських німців «Відродження».
  - 1 березня — Харківська міська організація Спілки греків України,
  - 14 травня — товариство корейської культури (м. Харків).

Інтерфронт Донбасу перетворюється у Інтернаціонального руху Донбасу і посилює свої позиції контактами з московськими однодумцями. Треба зауважити, що Інтернаціональний рух Донбасу був створений наприкінці існування СРСР за аналогією із створеними в прибалтійських радянських республіках подібним організаціям (Інтернаціональний рух трудящих Естонської РСР, Інтернаціональний рух трудящих Латвійської РСР) За інформацією колишнього генерала КДБ Калугіна такі рухи були створені КДБ СРСР на противагу новонароджуваним національним рухам, зокрема Народному фронту Естонії, Народному фронту Латвії, Народному руху України та ін. Однак на Донбасі, на відміну від прибалтійських республік, цей рух був нечисленним і підтримувався, переважно, маргіналами.
- Третій етап — серпень 1991 — червень 1996 рр.

Виникнення нових партій і громадських організацій:
- - 12 вересня 1991 р. створена Донецька обласна організація Ліберальної партії України.
  - 12 жовтня — Луганська обласна організація Соціалістичної партії України.
  - 26 грудня 1992 р. — Донецька обласна організація Партії Праці України.

- - 1994 р. Канадсько-українська бібліотека в Луганську — один із канадсько-українських бібліотечних центрів, створених на благодійні кошти української діаспори в Канаді. Була створена в Луганську на базі Луганського педагогічного інституту (тепер — Луганський національний університет імені Тараса Шевченка) у 1994 році. З 20 липня 2010 року це — Інститут Грінченкознавства, а при ньому — Українсько-Канадський Центр «Відродження».
  - 1994 р. Канадсько-українська бібліотека в Донецьку — утворена при Донецькій обласній універсальній науковій бібліотеці.
  - 1994—2014 роки — існувала Революційна Конфедерація Анархістів-Синдикалістів імені Нестора Махна з центром у Донецьку.

- - 1995 р. Український культурологічний центр (Заснований Донецьким обласним Товариством української мови)

Виникнення і розвиток українських ГО, які поставили на меті професійну діяльність. Зокрема, Український культурологічний центр (з 1995 р. став випускати журнал «Схід»). Донецьке обласне Товариство української мови з 1992 р. стало співзасновником газети «Східний часопис», а з 1993 р. — додатка до «Східного часпису» «Козацький край».
- Четвертий етап — друге півріччя 1996 р. — 2004 рр.
  - 24.05.1997 р. утворене Донецьке відділення Наукового Товариства імені Шевченка Друкований орган — Донецький вісник Наукового товариства імені Шевченка.
  - 1997 р. утворене Донецьке відділення Товариства Україна-Світ.
  - 1998 р. в рамках видавництва Східний видавничий дім (засноване 11 лютого 1998 р. Українським Культурологічним Центром) утворена громадська субструктура «Редакція Гірничої енциклопедії».
  - 2002 р. Українське реєстрове козацтво — всеукраїнська громадська організація, що була зареєстрована Міністерством юстиції України 8 липня 2002 р.
  - 2002 р. Канадсько-українська бібліотека в Маріуполі — утворена на базі Центральної бібліотеки ім. В. Г. Короленка.

- П'ятий етап — 2005—2014 рр.